# Manteline
Een manteline (ook: kapmantel) is een mantel die voorzien is van een grote capuchon.
De capuchon dient niet alleen om het hoofd, maar ook om de muts, te beschermen.
Een manteline was in principe een vrouwenmantel die onder meer in Zeeland en West-Vlaanderen werd gedragen.